# Веретенинская волость
Верете́нинская во́лость — упразднённая административно-территориальная единица, существовавшая в составе 1-го стана Дмитровского уезда Орловской губернии в 1861—1923 годах.
Административным центром была деревня Веретенино.

## География
Располагалась в южной части уезда. На юге и юго-западе граничила с Курской губернией, часть границы проходила по рекам Свапа и Понашевка. Была 5-й по площади волостью уезда. На севере граничила с Долбенкинской волостью, на востоке — с Большебобровской. С 1928 года территория волости входит в состав Михайловского, ныне Железногорского района Курской области.

## История
Образована в ходе крестьянской реформы 1861 года. Между 1866 и 1877 годами к Веретенинской волости была присоединена Разветьевская волость.
К началу XX века в Веретенинскую волость из Большебобровской волости была передана д. Курбакино. В марте 1919 года на территории волости вспыхнуло антисоветское восстание, впоследствии подавленное. В том же году Веретенинский волостной совет возглавил Павел Тихонович Маричев, уроженец деревни Толчёное. 
Упразднена 14 февраля 1923 года в ходе укрупнения и перегруппировки волостей путём присоединения к Долбенкинской волости.

## Населённые пункты
По состоянию на 1877 год Веретенинская волость включала 12 сельских обществ, сосредоточенных в 11 населённых пунктах (список неполный):
| № | Населённый пункт | Тип населённого пункта |
| - | ---------------- | ---------------------- |
| 1 | Веретенино       | деревня, адм. центр    |
| 2 | Ажово            | село                   |
| 3 | Гнань            | село                   |
| 4 | Николаевский     | хутор                  |
| 5 | Остапово         | деревня                |
| 6 | Разветье         | село                   |
| 7 | Солдаты          | деревня                |
| 8 | Толчёное         | деревня                |
| 9 | Черняково        | деревня                |

## Волостные старшины
- Яков Петрович Долгов (? — 1916)[4]